# Исакулов, Ержан Бекбауович
Ержан Бекбауович Исакулов (каз. Ержан Бекбауұлы Исақұлов, род. 15 июня 1953; Ленгерский район, Южно-Казахстанская область, Казахская ССР) — казахстанский государственный и политический деятель, генерал-майор (1998). Почётный сотрудник КНБ РК (2000).

## Биография
Ержан Бекбауович Исакулов Родился 15 июня 1953 года в селе Кенесарык Толебийского района (бывший Ленгирский район) Южно-Казахстанской области. Происходит из рода жаныс племени дулат
В 1974 году окончил Казахский политехнический институт по специальности инженер-металлург.
В 1977 году поступил и 1978 году окончил высший курс комитета Государственной Безопасности СССР в Минске.
В 2006 году защитил учёную степень кандидата политических наук.
В 2009 году защитил учёную степень доктора политических наук.

## Трудовая деятельность
С 1974 по 1975 годы — Мастер Бестюбинской обогатительной фабрики, начальник ОТК рудника «Юбилейный» комбината «Каззолото».
С 1976 по 1977 годы — Аппаратчик Чимкентского свинцового завода.
С 1978 по 1989 годы — Оперуполномоченный, старший оперуполномоченный, начальник отделения Управления Комитета государственной безопасности по Чимкентской области.
С 1989 по 1991 годы — Заместитель начальника отделения Управления Комитета государственной безопасности по Гурьевской области, начальник отдела Комитета национальной безопасности Республики Казахстан.
С 1994 по 1995 годы — Заместитель начальника Управления Комитета национальной безопасности по Южно-Казахстанской области.
С 1995 по 1997 годы — Начальник Управления Комитета национальной безопасности по Акмолинской области.
С 1997 по 1999 годы — Начальник Департамента Комитета национальной безопасности по г. Акмоле (Астане) и Акмолинской области.
С 1999 по 2001 годы — Начальник Департамента Комитета национальной безопасности по г. Астане.
С 2001 по 2007 годы — Заместитель Председателя Комитета национальной безопасности Республики Казахстан.
С 2007 по 2011 годы — Депутат Мажилиса Парламента Республики Казахстан IV созыва по партийному списку Народно-Демократической партии «Нур Отан», Член комитета по международным делам, обороне и безопасности.
С март по август 2008 годы — Начальник Департамента Комитета национальной безопасности Республики Казахстан по Атырауской области.

## Награды и звания
- Орден «Данк» 2 степени (декабрь 2005 года)
- Почётный сотрудник КНБ РК (2000)
- Награждён государственными, правительственными медалями СССР и Республики Казахстан и др.